# Lass' ihn
Chansons représentant la Suisse au Concours Eurovision de la chanson
Dentro di me
(1997) La vita cos'è?
(2000)
Lass' ihn est la chanson représentant la Suisse au Concours Eurovision de la chanson 1998. Elle est interprétée par Gunvor.
La chanson est la cinquième de la soirée, suivant ¿Qué voy a hacer sin ti? interprétée par Mikel Herzog pour l'Espagne et précédant Modlitba interprétée par Katarína Hasprová pour la Slovaquie.
À la fin des votes, la chanson n'a aucun point et prend la dernière place sur vingt-cinq participants.